# Liste der Monuments historiques in Vendrest
Die Liste der Monuments historiques in Vendrest führt die Monuments historiques in der französischen Gemeinde Vendrest auf.

## Liste der Objekte
| Bezeichnung                                                                          | Beschreibung | Standort                                                                            | Kennzeichnung | Schutzstatus | Datum | Bild |
| ------------------------------------------------------------------------------------ | --- | ----------------------------------------------------------------------------------- | ------------- | ------------ | ----- | ---- |
| Skulptur Christus am Kreuz                                                           | Die hölzerne Christusfigur wurde an einem großen Kreuz aus dunklem Holz angebracht. Hergestellt im 18. Jahrhundert. | Im Kirchenschiff der Kirche St-Julien-St-Jean-Baptiste, der Kanzel zugewandt (Lage) | PM77003900    | Inscrit      | 1980  |      |
| Taufbecken                                                                           | Steinernes Taufbecken mit geformten Balusterbeinen und einem runden Becken, das mit einem gewölbten Deckel abschließt. Entstehungszeit im 18. Jahrhundert. | Am Eingang zum Kirchenschiff in der Kirche St-Julien-St-Jean-Baptiste (Lage)        | PM77003901    | Inscrit      | 1980  |      |
| Altar, Altarbild, Relief, zwei Gemälde, eine Skulptur Hl. Julian und zwei Statuetten | Leicht geschwungener und marmorierter Altar mit einem massiven Tisch, der über die gesamte Länge mit einem Aufsatz versehen wurde. Darüber wurden das Altarbild und in einer Nische die Skulptur des heiligen Julian und seitlich zwei Ölgemälde angebracht. Hergestellt im 17. und 18. Jahrhundert.                           | Im Chor der Kirche St-Julien-St-Jean-Baptiste (Lage)                                | PM77003901    | Inscrit      | 1980  |      |
| Kanzel und Skulptur Johannes der Täufer                                              | Predigtkanzel mit einer senkrechten Doppeltreppe und einem massiven Holzgeländer aus dem 18. Jahrhundert. Gefertigt mit profilierten Paneelen und einem Lampenschirm, der von der Skulptur Johannes der Täufer überragt wird.                                                                                                  | Im Kirchenschiff der Kirche St-Julien-St-Jean-Baptiste (Lage)                       | PM77003899    | Inscrit      | 1980  |      |
| Altar, Altarbild und Skulptur Madonna mit Kind                                       | Der trapezförmige Altar ist auf der Vorderseite mit einfachen bemalten Leisten und einem griechischen Kreuz verziert, das in einen Kreis eingraviert wurde. Darüber wurden das Altarbild angebracht und in einer Nische in der Mitte des Altars die Skulptur Madonna mit Kind aufgestellt. Entstehungszeit im 19. Jahrhundert. | Nördlicher Gang in der Kirche St-Julien-St-Jean-Baptiste (Lage)                     | PM77003897    | Inscrit      | 1980  |      |